# LOT-Flug 165

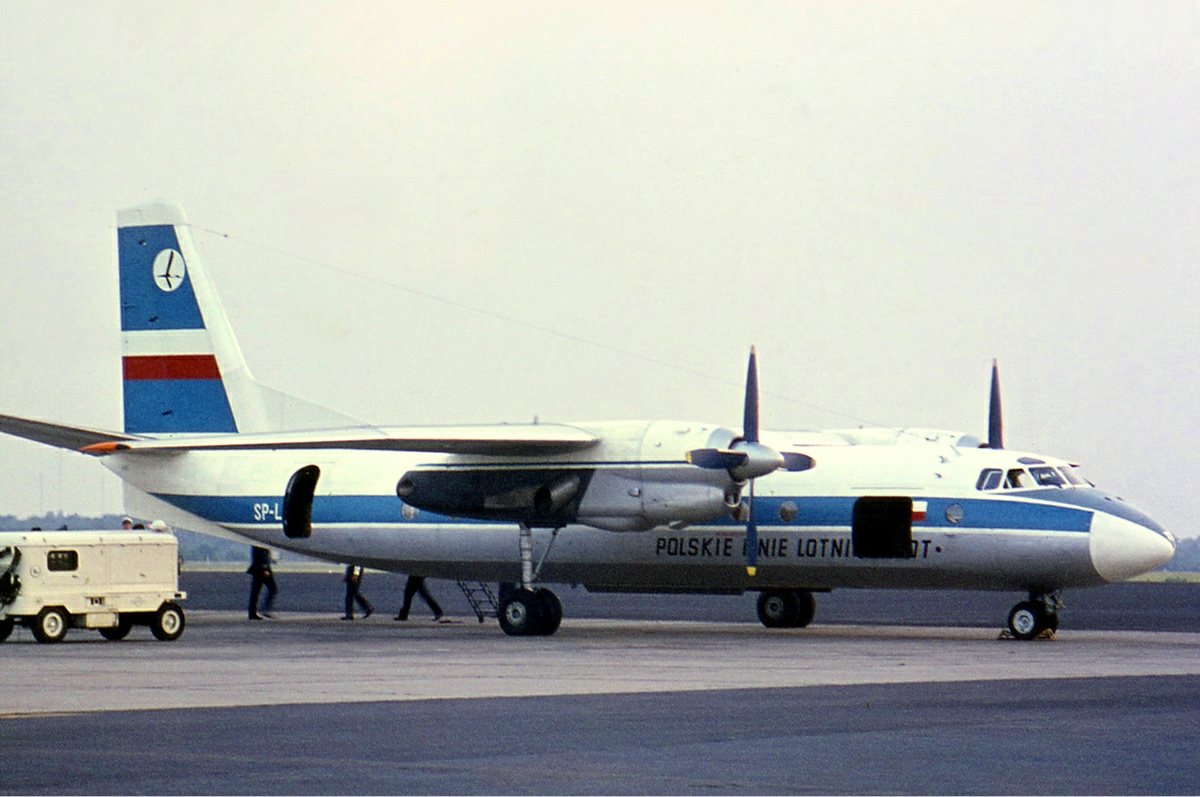
Eine Schwestermaschine der verunglückten Antonow An-24 (1969)

Auf dem Flug 165 der polnischen Fluggesellschaft Polskie Linie Lotnicze LOT stürzte am 2. April 1969 die vollbesetzte Antonow An-24B abseits der Flugroute auf den Hang des Berges Polica in der Gemarkung von Zawoja in den Westkarpaten, nachdem die Crew aus einer nicht abschließend geklärten Ursache den Zielflughafen um ca. 50 km verfehlt hatte. Alle 53 Personen am Bord wurden dabei getötet.

## Flug und Flugzeug
Der Inlandsflug von Warschau-Okęcie nach Krakau wurde mit der Antonow An-24B Seriennummer 67302406 der LOT geflogen, die seit der Auslieferung 1966 das Kennzeichen SP-LTF trug.
Das mit 48 Fluggästen und fünfköpfiger Crew (darunter Kapitän Czesław Doliński, Copilot Janusz Grzeszczyk, Flugingenieur Tadeusz Kasiński und zwei Flugbegleiter) besetzte Flugzeug hob um 15:20 Uhr (MEZ) in Warschau ab und nahm südlichen Kurs. Die Ankunft am ca. 250 km entfernten Flughafen Krakau war spätestens um 16:15 Uhr geplant. Dieser war erst kurz vorher, Ende 1968, für Verkehrsflüge geöffnet worden. Auf der Flugroute sollten zwei ungerichtete Funkfeuer in Przysucha (Kennung TMS) und in Jędrzejów (JED) überflogen und entsprechend an die Flugverkehrskontrolle in Warschau und in Krakau gemeldet werden.

## Unfallhergang
Um 15:39 Uhr meldete der Copilot das planmäßige Erreichen der Position über Przysucha. Die erwartete Rückmeldung über das Überfliegen von Jędrzejów (JED) zehn Minuten später blieb jedoch aus, so dass der Flughafentower in Krakau die Flugverkehrskontrolle in Warschau um 15:53 Uhr anrief, um den Sachverhalt zu klären. Man konnte dort niemand außer der Empfangsassistenz erreichen, die das Gespräch mit „alles in Ordnung“ quittierte, jedoch kurz nach dem Telefonat die Fluglotsen in Warschau über die fehlende Meldung informierte. Eine Minute später reagierte Kapitän Doliński auf die dreifach gestellte Rückfrage der durch den Anruf beunruhigten Warschauer Fluglotsen mit der Meldung, in einer Minute JED erreichen zu wollen. Um 15:56 Uhr meldete Doliński an Warschau, JED bereits um 15:49 Uhr erreicht zu haben, kurz darauf korrigierte er seine Zeitangabe auf 15:53 Uhr, was jedoch im Vergleich zum vorhergegangenen Funkkontakt ebenso wenig plausibel war.
Der Himmel über Krakau war klar, über dem westlich der Stadt gelegenen Flughafen jedoch bedeckt. Um 15:57 Uhr nahm die Crew den Funkkontakt mit Krakau auf und gab an, das äußere Funkfeuer des Flughafens Balice in zwei bis drei Minuten erreichen zu wollen. Da jedoch nach der angenommenen Zeit weder die Stadtbebauung für die Crew sichtbar war noch die Maschine auf dem Flugsicherungsradar des Flughafens auftauchte, schalteten die Krakauer Fluglotsen ein neu errichtetes, aus Großbritannien importiertes leistungsstärkeres Radargerät DECCA 424 ein. Fortan konnten sie ein Radarecho beobachten, das sie für die Antonow hielten.
Die Crew hingegen konnte weiterhin weder die Stadt lokalisieren noch das äußere Funkfeuer des Flughafens anpeilen und befolgte daher die Anweisungen der Fluglotsen. Um 16:08 Uhr erhielt sie die Anweisung, den Kurs zu ändern und die Flughöhe auf 600 m zu reduzieren. Anschließend brach der Funkkontakt mit dem Flugzeug ab.
Kurz danach wurde bei der Bürgermiliz im ca. 50 km südsüdwestlich entfernten Dorf Zawoja ein Flugzeugabsturz gemeldet, der nach Rücksprache mit der Flugverkehrskontrolle als Flug 165 identifiziert wurde. Das Flugzeug zerbrach in einem dicht bewaldeten Gebiet am nördlichen Hang des Berges Polica (1.369 ü. NN) in mehrere Fragmente. Aufgrund eines Wintergewitters konnte die Unfallstelle erst gegen 20:00 Uhr von den ersten Rettern und Milizionären erreicht werden. Zur Befreiung der zwischen den Bäumen eingeklemmten Teile der Maschine wurden am nächsten Morgen Schweißer aus dem Ausbesserungswerk in Sucha Beskidzka zur Hilfe geholt.

## Opfer

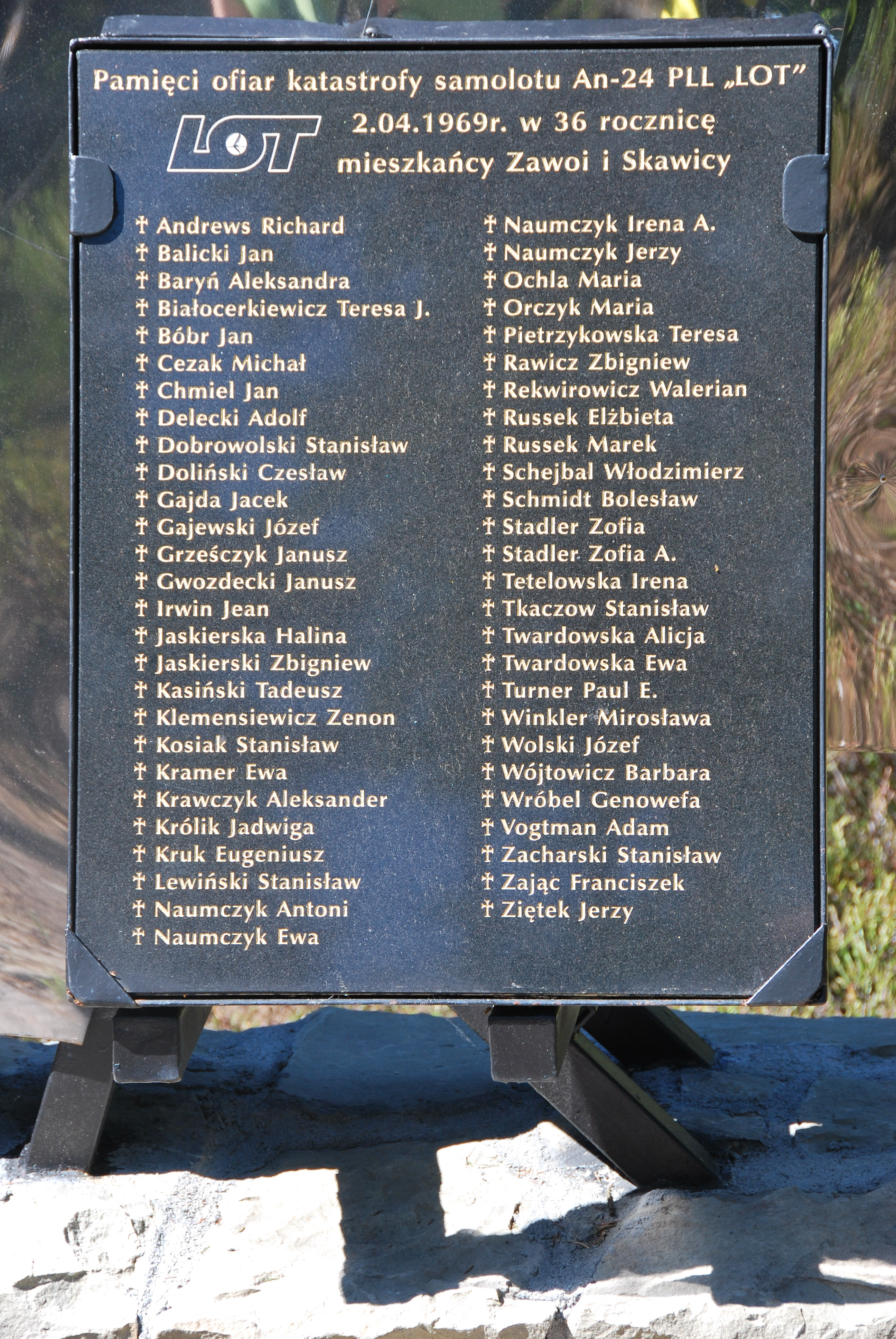
Die Tafel mit den Namen aller Verunglückten

Die Insassen kamen beim Aufschlag oder unmittelbar danach ums Leben. Neben den fünf Crewmitgliedern wurden 48 Fluggäste befördert, darunter zwei LOT-Mitarbeiter (ein aktiver und ein ehemaliger Pilot), die als überzählige Passagiere ohne Eintrag in die Passagierliste mitgenommen wurden. Daher sprach die Presseagentur zunächst von 51 Todesopfern, am 4. April wurde die Liste dann um die beiden LOT-Angestellten ergänzt.
Unter den Fluggästen befanden sich einige prominente Persönlichkeiten:
- Zenon Klemensiewicz, Sprachwissenschaftler
- Stanisław Lewiński, Sohn des amtierenden Verkehrsministers Piotr Lewiński
- Antoni Naumczyk, polnisch-katholischer Geistlicher und Theologe (sowie seine Ehefrau und zwei Kinder)
- Stanisław Tkaczow, Politiker, ehemaliger Minister für Forstwirtschaft und Präsident des Polnischen Jägerverbandes.

Außer den polnischen Staatsbürgern waren zwei US-Amerikaner, zwei englische und ein italienischer Staatsbürger unter den Opfern.

## Unfallursache
Der Unfall wurde zunächst mit einer lakonischen Pressemeldung kommentiert. Daraufhin setzte der antikommunistische Radiosender Radio Free Europe (RFE) mehrere Verschwörungstheorien in Umlauf, um die Regierung zu diskreditieren. Gleichzeitig bestand Druck seitens des Verkehrsministeriums, die Unfallursache genau zu klären.
Da der Flug-Daten-Recorder nicht ausreichend geschützt war und beim Aufprall und Brand zerstört wurde und da die Antonow nicht mit einem Sprachaufzeichnungsgerät ausgestattet war, basierten die Ermittlungen primär auf den Tonbandaufzeichnungen des Towers in Krakau. Diese wurden unsynchronisiert, d. h. ohne Zeitstempel aufgenommen.
Die Ermittler kamen zum Ergebnis, dass sowohl die Crew als auch die Krakauer Fluglotsen Schuld an dem Unfall trugen. Die Besatzung folgte nach den Mutmaßungen des Untersuchungsausschusses der damaligen Gepflogenheit der LOT-Piloten, auf Kurzstreckenflügen ausschließlich auf Sicht zu fliegen, und missachtete die Funkfeuer, sie meldete aber die Position der Form halber an die Lotsen. So kam es, dass sie wegen des hin und wieder bedeckten Himmels die bekannten Landmarken verpasste. Darüber hinaus war die Besatzung, abgesehen vom Flugkapitän, wenig erfahren; dieser war jedoch auf Grund eines einige Zeit davor überlebten Herzinfarktes möglicherweise in schlechter physischer Verfassung.
Das durch die Fluglotsen aktivierte britische Bodenradar war zwar aufgebaut, aber noch nicht durch den Hersteller zertifiziert worden, da erhebliche Zweifel über die richtige Funktionsweise im hügeligen Gelände um Krakau herrschten. Die von den Fluglotsen angenommene Position der Maschine war eine Fehlanzeige des Radars. Nachdem die Crew der Antonow bei fehlender Erdsicht die Orientierung verloren hatte, vertraute sie blind auf die unzutreffenden Anweisungen der Fluglotsen, was die Kollision mit dem Berg zur Folge hatte.
Die Staatsanwaltschaft erhob zwar zunächst Klage gegen zwei Fluglotsen, zog diese aber 1970 wegen der in Aussicht gestellten Bewährungsstrafe und der zwischenzeitlich eingetretenen Amnestie zurück.
Die von RFE aufgebrachte These einer missglückten Flucht aus Polen (Richtung Wien) konnte weitestgehend widerlegt werden. Die Piloten nahmen regelmäßig an Auslandsflügen teil, die eine bessere Fluchtmöglichkeit dargestellt hätten. Gegen eine Entführung des Flugzeugs durch Fluggäste sprachen ebenso die fehlende Motivation (den meisten wäre eine Auslandsreise nach Westeuropa ohnehin gestattet worden) sowie fehlende Hinweise im Funkverkehr.
Ob ein technischer Mangel am Flugzeug zum Unfall beigetragen hatte, was ebenso durch RFE unterstellt wurde, war nicht ermittelbar.

## Gedenken

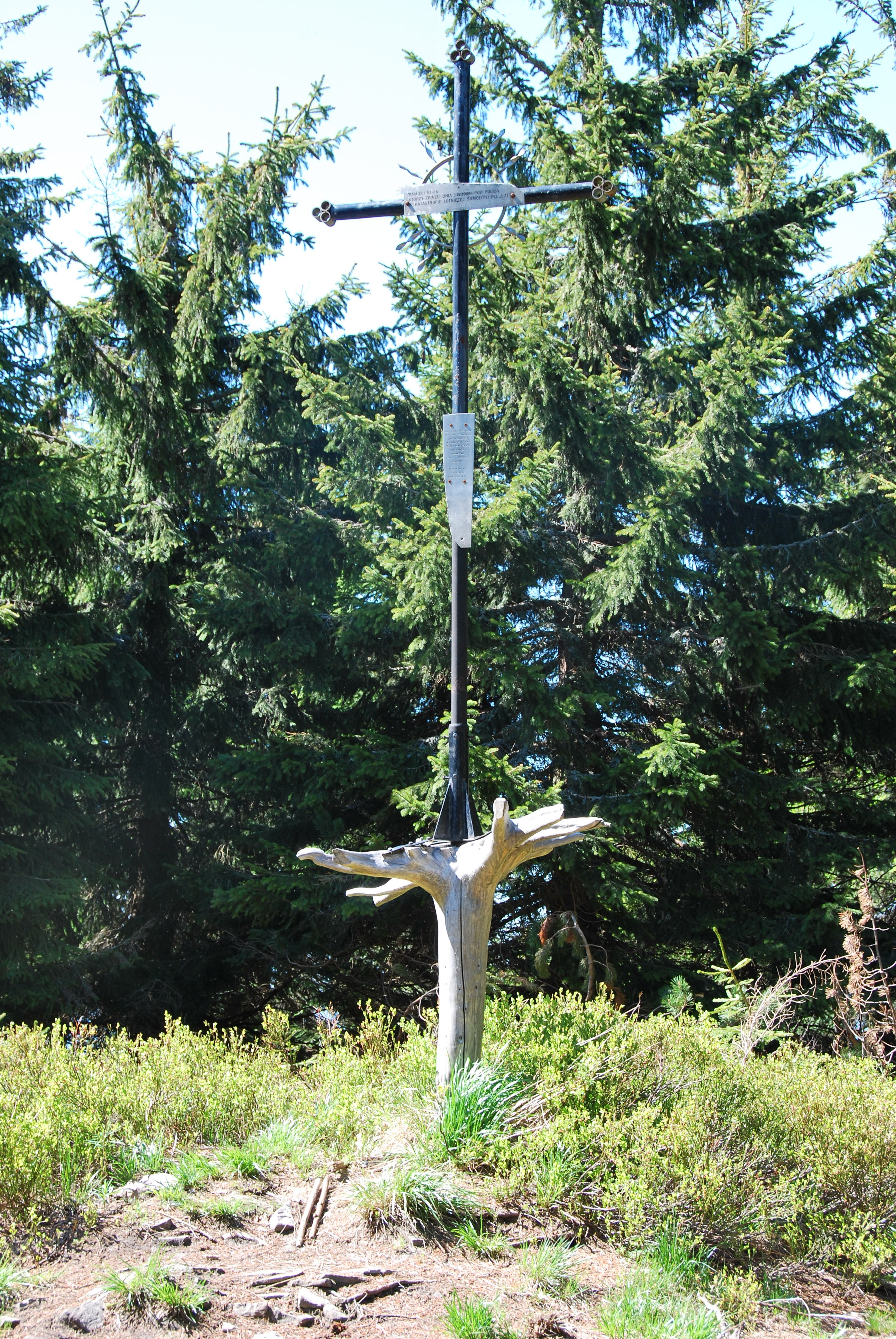
Das Kreuz am Unfallort

Am Unfallort wurde 2003 ein Kreuz und eine Erinnerungstafel aufgestellt, die gleichzeitig an die Partisanenaktivitäten in diesem Gebiet während der deutschen Besatzung sowie an das Pontifikat Johannes Paul II. erinnern sollte. 2005 entstand dort eine Tafel mit der Auflistung aller Opfer, und 2009 wurde ein weiteres Denkmal in Form eines Flügels aufgestellt, in den die Tafel integriert wurde.
An den verunglückten Sprachwissenschaftler Zenon Klemensiewicz erinnert heute der Name des Naturschutzgebietes, in dem sich die Unfallstelle befindet.
Bei dem Unfall handelte sich hinsichtlich der Anzahl des Todesopfer (53) um den bis dahin schwersten Flugzeugunfall in Polen. Bis heute ist er der viertschwerste Unfall in der Geschichte der polnischen Luftfahrt sowie der drittschwerste Flugzeugunfall auf polnischem Boden. Er wurde nur durch die Unfälle der LOT-Flüge LO 007 (im Jahr 1980, 87 Opfer) und LO 5055 (1987, 183 Opfer) sowie durch den Flugunfall von Smolensk 2010 (2010, 96 Opfer, auf russischem Territorium) übertroffen.